# Bubbi-Bjørnene
Bubbi-Bjørnene (org. Adventures of the Gummi Bears) er en amerikansk tegnefilmserie lavet af Disney.
Seriens hovedpersoner, Bubbi-Bjørnene, er løst inspireret af vingummibamser, hvorfor de har vidt forskellige farver, mange af dem unaturlige for almindelige bjørne, såsom blå, rød osv., og hvorfor de hedder "Gummi Bears" på engelsk, som er taget fra det engelske navn for vingummibamser, "gummy bears" (med y i stedet for i).
Serien handler om bubbi-bjørnene og deres eventyr med mennesker, grumlinger m.m. Historierne foregår i en middelalderlig verden hvor mennesker betragter bubbi-bjørne som sagnfigurer. Folk har hørt om dem, men har aldrig set dem. 
Seriens seks hovedpersoner (bubbi-bjørnene) lever i et underjordisk hjem under et stort træ. I nogle afsnit medvirker en ekstra bubbi-bjørn, Bobbi (org. Gusto 'Augustus' Gummi), som var strandet på en øde ø i 12 år, og blev reddet af Bøvle og Burger. 
Menneskerne bor i en fæstningsby, Dunwyn, som ledes af kongen Kong Godtfred og hans trofaste riddere, ledet af Ridder Futsko
Seriens skurk er mennesket Fyrst Igor, som lever på Drekmore-slottet, sammen med hans grumlingehær og højrehånd Ridder Rust, som er miniature udgave af de store grumlinger. Fyrst Igors mål er at overtage Dunwyn, hvilket han agter at gøre med bubbi-teknologi.

## Danske stemmer
- Bubbi (org. Zummi Gummi): Lars Thiesgaard
- Bøvle (org. Gruffi Gummi):  Esper Hagen
- Burger (org. Tummi Gummi): Benny Hansen, Nis Bank-Mikkelsen
- Bibbi (org. Grammi Gummi): Susanne Lundberg
- Beebob (org. Sunni Gummi): Michelle Bjørn-Andersen
- Buller (org. Cubbi Gummi): Susanne Lundberg
- Jonas (org. Cavin): Jonathan Gøransson, David Buus
- Kong Godtfred (org. King Gregor): Søren Hauch-Fausbøll
- Ridder Futsko (org. Sir Tuxford): Esper Hagen
- Fyrst Igor (org. Duke Sigmund Igthorn): John Hahn-Petersen
- Kira (org. Princess Calla): Michelle Bjørn-Andersen
- Ridder Rust (org. Toadwart): Lars Thiesgaard
- Grumlingerne (org. Ogres): Nis Bank-Mikkelsen

Øvrige stemmer: Pauline Rehné
Titelsang sunget af: Michael Elo
- Dialog Instruktør: Christian Clausen
- Vokal Instruktør: Svend Christiansen
- Oversætter: Michael Skovgaard, Aase Moresco, Henrik Vagel (IFT), Mads Kjædegaard
- Sangoversætter: Aase Moresco
- Dub Tekniker: Claus Rydskov
- Mix Tekniker: Lars Lundholm, Svend Christiansen
- Kreativ Supervisor: Kirsten Saabye
- Producer: Svend Christiansen, Sun Studio